# USS Core (CVE-13)
L'USS Core (AVG-13/ACV-13/CVE-13/CVHE-13/CVU-13/T-AKV-41) est un porte-avions d'escorte de classe Bogue construit pour la marine américaine pendant la Seconde Guerre mondiale.
Sa quille est posée le 2 janvier 1942 au chantier naval Seattle-Tacoma Shipbuilding Corporation de Tacoma, dans l'État de Washington. Il est lancé le 15 mai 1942, parrainé par Mme B. B. Smith, et mis en service le 10 décembre 1942 sous le commandement du captain Marshall Raymond Greer.

## Historique
Le 11 avril 1943, le Core arrive à Norfolk après des entraînements avec la VC-13. En juin, il est affecté à la TG 21.12, embarquant la VC-13 composée de 6 F4F-Wildcat et 12 TBF-1 Avenger pour sa première mission ASM. En juillet et août, les avions du Core coulent les U-Boote U-487 (13 juillet), U-67 (16 juillet), U-84 et U-185 (24 août). Le 2 septembre, pour des raisons de propulsion, il rejoint la côte Est en vue d'une modification. Après ses travaux, le navire est affecté au TG 21.15 à partir du 5 octobre, qui comprend également les destroyers USS Greene, Belknap et Goldsborough ; embarquant la VC-13 composé de 9 F4F-4 Wildcat et 12 TBF-1C Avenger. Deux semaines plus tard, l'U-378 est coulé par un Wildcat et un Avenger du porte-avions d'escorte.
De décembre 1943 à octobre 1944, il alterne les escortes de convois et des transports d'avions en Grande-Bretagne pour le compte de l'USAAF (dont 51 P-51 Mustang en février 1944 puis 85 en juin 1944). Il participe à une session d'entraînement aux Bermudes contre les nouvelles tactiques sous-marines des Allemands et rentre en refonte à Norfolk. À partir du 24 janvier 1945, il participe de nouveau à la lutte ASM avec la VC-58 (9 FM-2 Wildcat, 6 TBM-1 /6 TBM-3 Avenger) dans l'Atlantique Nord, mais le mauvais temps empêche toute réussite. Il appareille de Norfolk le 3 avril et rejoint quatre jours plus tard une unité anti-sous-marine basé à Guantanamo Bay.
En avril et mai 1945, le Core opère dans le centre et le nord de l'Atlantique dans le cadre de l'opération Teardrop. Il embarque la VC-12 composée de 3 FM-2 Wildcat et 16 TBM-3E/F Avenger. Le 24 avril 1945, les escortes combinées de ce groupe coulent l'U-546. Il rejoint ensuite New York en mai pour des réparations et un ravitaillement avant d'appareiller de Norfolk en juin pour San Diego, qu'il atteint à la fin du mois. Sa mission consiste à transporter des avions pour Pearl Harbor et Samar. Elle s'achève le 30 août, date à laquelle il rejoint San Diego. Jusqu'au 20 octobre 1945, le bâtiment navigue entre Alameda et Seattle comme transporteur, puis entre le 20 octobre 1945 et le 18 janvier 1946, participe à deux voyages pour l'opération Magic Carpet. Cette opération a pour but de rapatrier personnel et matériel du Pacifique.

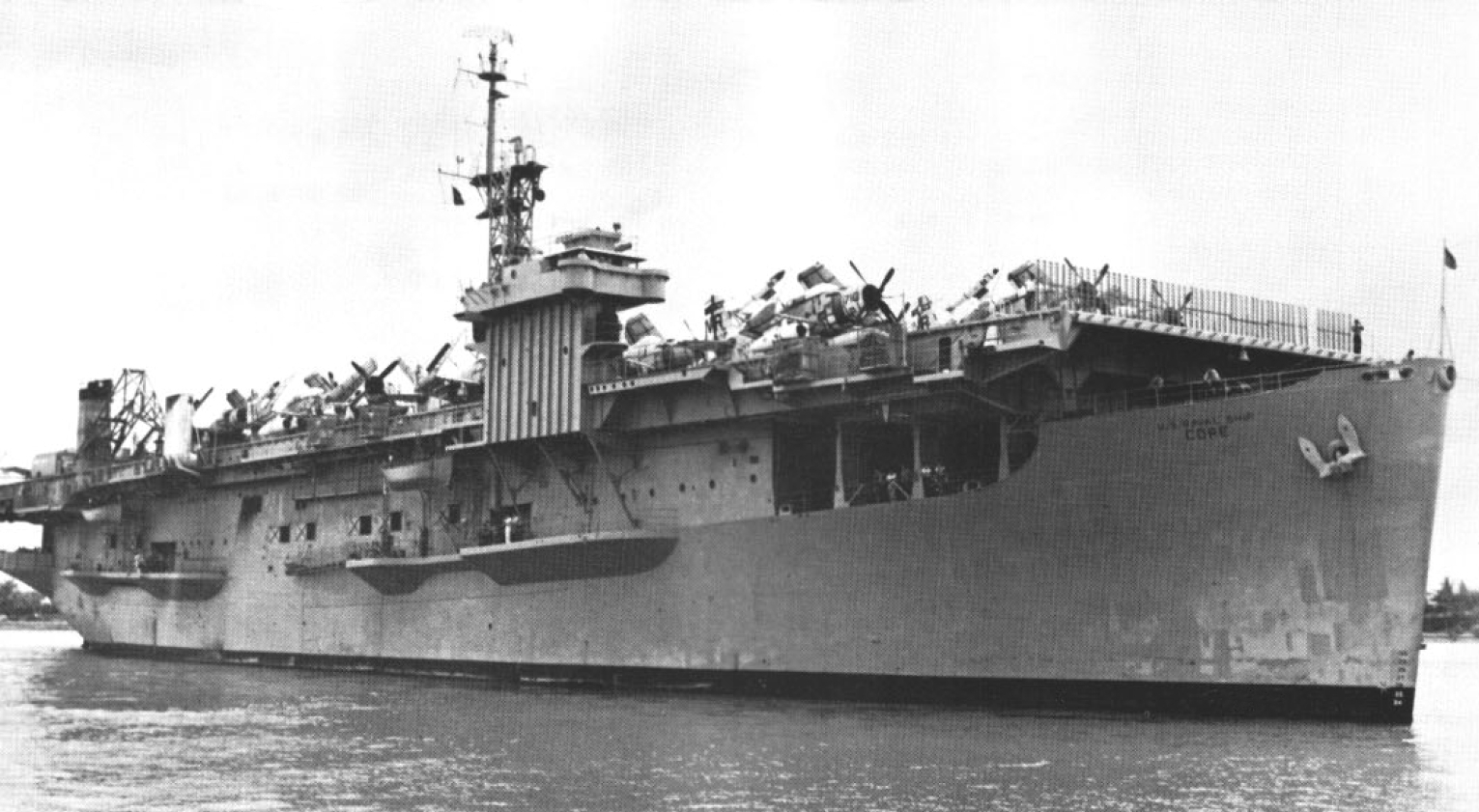
Le Core transportant des avions Douglas A-1 Skyraider sur la rivière de Saïgon (Viêt Nam), en 1967.

Il est retiré du service le 4 octobre 1946 à Port Angeles. S'ensuivent diverses opérations où il change à plusieurs reprises de numéro de fanion : le 12 juin 1955, il est rebaptisé CVEH-13 et sert comme transporteur d'hélicoptères ; le 1er juillet 1958, il est rebaptisé CVU-13 et sert comme transport utilitaire ; le 7 mai 1959, il est rebaptisé T-AKV-41 et sert comme transport d'avions.
Il opère ensuite en Asie du Sud-Est pendant la guerre du Viêtnam. En décembre 1961, le bâtiment dirige un groupe de travail au Sud-Vietnam, sert de transport d'hélicoptères et aide le gouvernement Sud-Vietnamien. Il est finalement désarmé le 15 septembre 1970 et démoli l'année suivante.

## Décorations
Le Core a reçu une battle star pour son service de la Seconde Guerre mondiale.